# Jeremias Rhetius
Jeremias Rhetius (auch Jeremias Rhaetius, * 30. August 1631 in Arnstadt; † 1681 ebenda) war ein deutscher Mediziner und Stadtphysicus von Arnstadt.

## Leben
Jeremias Rhetius studierte Medizin bei Gottfried Möbius an der Universität Jena. Rhetius war Licentiat der Medizin und wirkte bis zu seinem Lebensende als praktischer Arzt in Arnstadt.
Am 26. Juni 1668 wurde Jeremias Rhetius unter der Matrikel-Nr. 31 mit dem akademischen Beinamen Castor I. als Mitglied in die Academia Naturae Curiosorum, die heutige Deutsche Akademie der Naturforscher Leopoldina, aufgenommen.

## Schriften
- Dissertatio Medica Inauguralis De Febre Petechiali. Jena 1658